# Cabana de volta de Riudovelles
Cabana de volta de Riudovelles és una obra de Tàrrega (Urgell) protegida com a Bé Cultural d'Interès Local.

## Descripció
Construcció rural de planta rectangular integrada dins d'un marge. El parament de la cabana és de blocs de pedra sorrenca de mida i forma variades. La seva coberta està formada a partir d'una volta de canó amb adovellat de pedra, parcialment ensorrada i repleta de vegetació. Els contraforts estan integrats en la construcció i són reforçats pel pendent natural. El portal ja no es conserva però, per l'estructura que s'aprecia, l'obertura estava solucionada mitjançant una llinda de pedra.